# Geld maakt gelukkig
Geld maakt gelukkig was een Nederlands televisieprogramma waarin mensen worden geholpen die acute geldproblemen hebben. Het eerste seizoen in 2014 werd gepresenteerd door Sandra Schuurhof en het tweede seizoen door Dominique van Hulst. Het programma werd geproduceerd door Talpa Producties B.V.

## Format
Samen met Prem Radhakishun en Eef van Opdorp worden dagelijks drie Nederlanders met acute financiële problemen geholpen. Zij krijgen de kans geld te verdienen door de sympathie van het publiek voor zich te winnen. De deelnemers proberen met hun verhaal de ernst van hun situatie duidelijk te maken. Het publiek bestaat uit 100 mensen die ieder 100 euro te vergeven hebben aan een van de drie deelnemers. Elke aflevering wordt er dus in totaal 10.000 euro gegeven aan Nederlanders in acute geldnood.

## Plotseling einde
Op 9 februari 2015 was het programma wel geprogrammeerd maar werd het niet uitgezonden. SBS6 trok de stekker er per direct uit vanwege te lage kijkcijfers.